# Casa de Pere Joan
Casa de Pere Joan és una casa del poble d'Escunhau al municipi de Vielha e Mijaran (Vall d'Aran) inclosa a l'Inventari del Patrimoni Arquitectònic de Catalunya.

## Descripció
Casal d'estructura rectangular, de tres plantes definides per les seves obertures a l'exterior. La coberta és ornada amb boniques sanefes de fusta, té l'estructura a dues aigües, amb la "capièra" perpendicular a la façana, orientada a llevant. En la façana destaca una porta adovellada amb escut nobiliari en la clau que duu en baix relleu dos ocells enfrontats donant-se el bec, sis barres, i al damunt la data 1393. A la banda dreta de l'escut hi ha una tronera, i al damunt una finestra renaixentista amb els muntants i el mainell decorats, aixoplugada per un guardapols. A l'esquerra, hi ha una tornera, i al damunt una finestra renaixentista amb els muntants i el mainell decorats, aixoplugada per un guardapols. A l'esquerra, hi ha una segona finestra del mateix estil, però més estreta i decoració lobulada en la part superior. En el segon pis es desclou una tercera finestra de característiques semblants.

## Història
És difícil acceptar l'autenticitat de la data, tot i que hom el considera l'escut de data més antiga conservada a la Val.